# 본유주의
본유주의 또는 생득주의는 경험에서 얻는 것이 아니라 사람이 생득적으로 갖추고 있는 관념이다. 생득관념(生得觀念) 또는 본유관념(本有觀念)이라고도 한다. 관념론에 특유한 용어로서 자아(自我), 신(神), 수학, 공리 등의 관념은 본래 인간이 가지고 있는 것이며, 경험에 의한 것이 아니라고 한다.

## 같이 보기
- 부바/키키 효과
- 개념
- 관념
- 본능
- 본성 대 양육
- 플라톤주의
- 타불라 라사